# Hongwu
Hongwu (ur. 21 października 1328, zm. 24 czerwca 1398) – pierwszy cesarz dynastii Ming, panujący w latach 1368–1398. Urodzony jako Zhu Yuanzhang (朱元璋), zapoczątkował rządy Ming po obaleniu mongolskiej dynastii Yuan.

## Życiorys
Zhu Yuanzhang urodził się w ubogiej rodzinie chłopskiej w gminie Pei (prowincja Jiangsu). W dzieciństwie doświadczył skrajnej nędzy – część rodzeństwa została oddana przez rodziców z powodu głodu. Gdy miał 16 lat, reszta rodziny zginęła podczas powodzi Huang He. Schronienie znalazł w klasztorze buddyjskim, który opuścił z powodu braku funduszy, spędzając kolejne trzy lata na żebraniu. Powróciwszy do klasztoru, nauczył się czytać i pisać. W 1352 r. klasztor został zniszczony przez wojska mongolskie tłumiące lokalne powstanie. Zhu przyłączył się wówczas do rebeliantów i wstąpił do powstania czerwonych turbanów.

### Działalność rebeliantów i dojście do władzy
W 1352 r. Zhu Yuanzhang wstąpił do powstania czerwonych turbanów, ruchu skierowanego przeciw dynastii Yuan. Szybko awansował dzięki zdolnościom przywódczym. W 1355 r., po śmierci przywódcy rebelii Guo Zixinga, poślubił jego córkę i przejął dowództwo nad armią chłopską. W 1366 został wybrany na przywódcę powstania, a w 1368 r., po zwycięskim marszu na Pekin, ogłosił się cesarzem i przyjął jako nazwę swojej ery panowania imię Hongwu inaugurując dynastię Ming.

### Panowanie cesarza Hongwu
Hongwu wprowadził reformy mające poprawić byt ludu. Skonfiskował ziemie mongolskiej arystokracji i rozdzielił je między chłopów. Uprościł system podatkowy, tworząc spisy ludności dla równomiernego rozłożenia obciążeń, oraz umorzył długi najbiedniejszych. Rozwijał irygację, zwiększając areał uprawny. Ułatwił bezrolnym dostęp do ziemi, a w 1375 r. wprowadził pieniądz papierowy. Hongwu dążył do ograniczenia mobilności społecznej, tworząc sztywne granice administracyjne między obszarami wiejskimi a miastami oraz nakładając restrykcje na handel i podróże bez oficjalnej zgody władz. Wprowadzał także rygorystyczne normy moralne, m.in. narzucając jednolity strój, sposób wypowiedzi i formy pisemne, które miały eliminować przewagę osób lepiej wykształconych.
Choć sam wyznawał konfucjanizm, Hongwu nie ufał urzędnikom-uczonym z wyższej warstwy gentry, nie wahając się skazywać ich na chłostę za przewinienia. W 1373 r. wstrzymał egzaminy urzędnicze po stwierdzeniu, że 120 nowo mianowanych urzędników z tytułem jinshi nie posiadało odpowiednich kompetencji. Egzaminy wznowiono w 1384 r..
W 1380 r. na rozkaz cesarza stracono kanclerza Hu Weiyonga pod zarzutem organizacji spisku przeciw władzy. Po tym wydarzeniu Hongwu zniósł urząd kanclerza, przejmując bezpośrednio kontrolę nad administracją. Wzrastająca podejrzliwość skłoniła go do utworzenia Jinyi Wei – tajnej policji wywodzącej się z jego straży pałacowej. W wyniku jej działań w ciągu 30 lat rządów torturom poddano dziesiątki tysięcy osób, a ok. 100 tys. stracono podczas serii czystek.

## Śmierć i pochówek
Zmarł 24 czerwca 1398 r. w Nankinie. Pochowano go w mauzoleum Ming Xiaoling, jednym z największych cesarskich grobowców Chin. Jego śmierć zapoczątkowała rywalizację o tron, która doprowadziła w 1399 r. do trzyletniej wojny domowej i przejęcia władzy przez Yongle.